# ARA Rosales (D-22)
El ARA Rosales (D-22) fue un destructor de la Armada Argentina, cedido por los Estados Unidos, bajo las condiciones de un Programa de Asistencia Militar. Bajo la bandera norteamericana se denominaba USS Stembel (DD-644), y fue un destructor de la Segunda Guerra Mundial de la Clase Fletcher.

## Construcción y características
El USS Stembel fue construido por la Electric Boat Co. en Bath, estado de Maine. Los trabajos iniciaron el 21 de diciembre de 1942 y la botadura se realizó el 8 de mayo de 1943. El nuevo destructor entró en servicio en la Armada de los Estados Unidos el 16 de julio de 1943.
Desplazaba 2100 toneladas en condiciones estándar y 3050 t a plena carga. Era propulsado por dos motores General Electric de 60 000 shp de potencia.

## Segunda Guerra Mundial
El Stembel realizó las pruebas de mar en la zona de la bahía de Casco y estuvo en aguas de las Bermudas desde el 11 de agosto hasta el 25 de agosto. Después de una revisión posterior a su estadía allí, se puso en marcha el 2 de octubre para San Juan, Puerto Rico, a través de Norfolk. A su llegada, se le asignó a un grupo de buques de guerra que zarpó de Marruecos en el octavo día de estadía y llegó a Casablanca el 15 de octubre. Tres días más tarde, comenzó un largo viaje a Hawái, a través de Trinidad, la Zona del Canal de Panamá, y San Diego.

### 1944

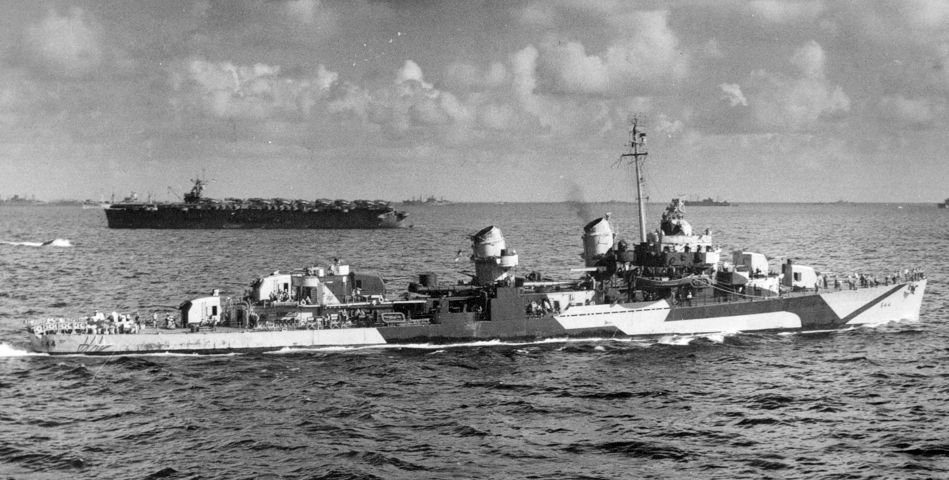
El USS Stembel (DD-644) durante la Segunda Guerra Mundial, en 1944.

El destructor llegó a Pearl Harbor el 11 de noviembre y fue revisado en diciembre de 1943. El 16 de enero de 1944, fue designado al Fast Carrier Task Force —entonces llamado TF 58, mientras que era parte de la Quinta Flota, y en otras ocasiones era TF 38 de la Tercera Flota— para soportar los ataques aéreos contra las Islas Marshall que comenzaron el 29 de enero. El 17 y el 18 de febrero, los portaaviones lanzaron ataques contra Truk, la poderosa base japonesa en las Islas Carolinas, antes de que la Task Force volviera a Pearl Harbor. El 10 de marzo, el Stembel se dirigió hacia el Pacífico Sur. Se unió a un convoy de buques de desembarco de tanques (LST) en las islas Salomón y lo escoltó hasta Aitape, Nueva Guinea. Ahí bombardeó la zona de aterrizaje que había el 22 de abril y luego apoyó a las tropas en tierra hasta el 25 de abril. El destructor escoltó a LST vacíos a Cabo Sudest y regresó a Aitape con un convoy de reabastecimiento.
En mayo, el Stembel se sumó a la Quinta Flota y fue designado como buque insignia de la Flotilla 16.ª de los LST para la invasión de Guam. La flotilla llegó a Eniwetok el 15 de julio y estaban parados junto a las playas de Asan en la mañana del 21 de julio. El Stembel bombardeó la orilla hasta que las fuerzas de asalto se dirigieron a la playa, y luego actuó como centro de comunicación y de control de tráfico para buques de desembarco. Permaneció fuera de Asan hasta el 1 de agosto, cuando empezó a navegar para Hawái.
El Stembel llegó a Pearl Harbor el 11 de agosto con disponibilidad de licencia y ejercicios de entrenamiento anfibio. Fue ordenado con el Task Force 33.7 (TG 33.7) (Grupo Tractor «Able») para Manus a través de Eniwetok. El task force llegó al puerto de Seeadler el 4 de octubre para hacer los preparativos finales para la invasión a las Islas Filipinas. Es ordenado para el Golfo de Leyte el 11 de octubre, y llegó el 19. A la mañana siguiente, el Stembel estaba a 3600 metros de las playas de Dulag, Leyte, como protección de los buques de desembarco y de otras embarcaciones de los aviones y submarinos. El barco navegó el 25 de octubre a Nueva Guinea, cribando transportes vacíos, y volvió a Leyte con un convoy de reabastecimiento, el 18 de noviembre. El Stembel siguió hasta Manus, y se unió al grupo de portaaviones de escolta de la TF 77, y navegó por las islas Palos. El 10 de diciembre, fue ordenado con el TG 77.12 para el oeste de Filipinas, entrando en el mar de Joló, el 13 de diciembre. El Stembel proporcionó fuego antiaéreo y de apoyo para el asalto a Mindoro hasta que se fue a navegar por el Golfo de Leyte el 26 de diciembre de 1944.

### 1945
El destructor se destacó en la Fuerza de Ataque de Lingayen de San Pedro, el 4 de enero de 1945. Al día siguiente, recibió la orden de unirse como escolta de un grupo de portaaviones. El día 8, el grupo fue atacado por aviones kamikazes japoneses y el USS Kitkun Bay fue dañado por los mismos. El destructor pasó al lado y retiró a más de 360 hombres del portaaviones atacado. Los hombres fueron devueltos a Kitkun Bay al día siguiente mientras la nave se estaba reparando, y el Stembel comenzó a patrullar la entrada al golfo de Lingayen. El 11 de enero, la nave y otros cuatro destructores recibieron la orden de destruir barcos enemigos en el puerto de San Fernando. Tras el hundimiento de un tugger de 50 pies, una aceitera entre las islas, y dañando un buque de carga, el barco se retiró a bombardear la ciudad de Rosario al día siguiente.
Navegó para San Pedro el 21 de enero y desde allí procedió a Ulithi. La nave dio apoyo desde allí el 10 de febrero como pantalla de la Fuerza de Apoyo Anfibio en la invasión de las Islas Volcán. Después de prepararse fuera de Saipán, el destructor llegó de Iwo Jima el 16 de febrero donde fue ordenado como dragaminas, conduciendo el hostigamiento de fuego nocturno, bombardeando las playas para las tropas que iban a desembarcar, y luego las apoyó con fuego de artillería hasta el 7 de marzo. Después de hacer las reparaciones de la travesía en Ulithi, el Stembel se unió a los portaaviones ligeros y fue ordenado, el 14 de marzo, para un área al este de Kyūshū. Los ataques aéreos en contra de esa isla fueron llevados a cano el 18 y el 19 de marzo, contra campos de aviación en Kyūshū, así como contra el transporte marítimo de Kure y Kōbe, Honshū. El Stembel rescató a dos hombres de un avión derribado del USS Wasp el 18 de marzo y echó pique a un avión enemigo al día siguiente.
El Stembel salvó un piloto del USS Hancock el 26 de marzo y otro tres días más tarde. Su Fuerza de Tareas estaba operando entre 100 y 160 km al este de Okinawa, ya que lanzaban ataques aéreos antes de la invasión contra esa cadena de islas. El barco fue obligado a regresar a Ulithi el 11 de abril para recibir reparaciones y luego se reunió con los portaviones ligeros al sureste de Okinawa el 21 de abril. El USS Bunker Hill fue atacado y gravemente dañado en la mañana del 11 de mayo, y el Stembel se acercó para ayudar en la extinción de incendios en el barco. Luego, navegó para la bahía de San Pedro, a través de Guam, para una revisión de licitación el 27 de mayo.
La nave fue ordenada con el TF 38 de San Pedro el 1 de julio y operada con los portaaviones ligeros en aguas japonesas hasta el 1 de septiembre. El destructor y otros destructores de la flota bombardearon Kamaishi, Honshū, el 14 de julio y, de nuevo, el 9 de agosto. El 29 y 30 de julio, bombardearon objetivos en Hamamatsu, Honshu. El 1 de septiembre, el destructor fue separado de los portaaviones ligeros y se embarcó para los Estados Unidos, llegando a Port Angeles, Washington, el 13 de septiembre. Recibió una revisión de licitación en el astillero Puget Sound Naval Shipyard en noviembre y luego navegó por la costa de San Diego. Fue dado de baja el 31 de mayo de 1946, y se unió a la Flota de Reserva del Pacífico.

## 1951-1958

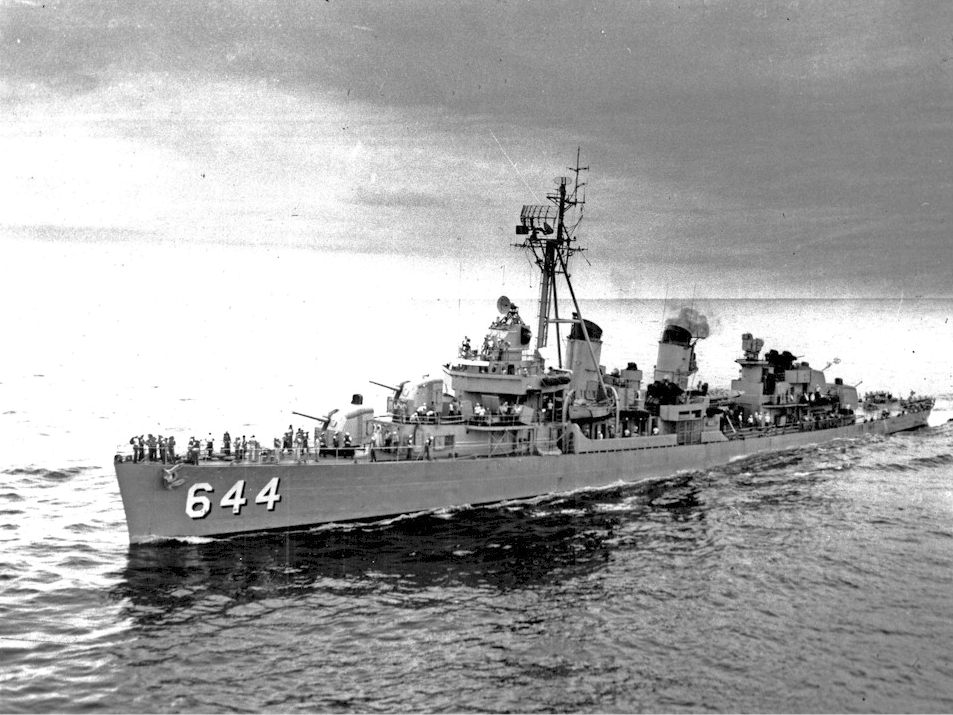
El Stembel en 1957, un año antes de ser dado de baja.

El Stembel se unió a la flota activa de nuevo el 9 de noviembre de 1951. Después del reacondicionamiento, pruebas en el mary pruebas de crucero, el destructor se fue de San Diego el 21 de junio de 1952 y se puso en marcha a la zona de guerra de Corea. Del 26 de julio al 2 de noviembre el Stembel fue ordenado como parte del TF 77, en apoyo de fuerzas de las Naciones Unidas. Él sirvió como protector y pantalla de USS Boxer, y ayudadó por el USS Iowa en el bombardeo de Kōjō y Wŏnsan, y patrulló el Estrecho de Taiwán. Volvió a San Diego el 5 de enero de 1953, y se mantuvo en la costa oeste hasta el 16 de mayo, cuando volvió a implementarse en aguas coreanas, donde se desempeñó hasta el 8 de diciembre.
El Stembel estuvo en el Pacífico occidental en los siguientes períodos: desde el 17 de junio hasta el 24 de octubre de 1954, desde el 17 de mayo hasta el 15 de noviembre de 1955, desde el 9 de julio hasta el 19 de diciembre de 1956, y desde el 8 de julio hasta el 22 de diciembre de 1957. El 3 de febrero de 1958, la nave informó a Long Beach por la desactivación del buque. Fue dado de baja el 27 de mayo de 1958 y asignado a la Flota de Reserva del Pacífico. Al contrario de lo que se cree, el Stembel no se utilizó en la película de 1959 de Jerry Lewis, Don't Give Up the Ship. El buque de la misma fue el USS Vammen.
El Stembel fue eliminado del Registro Naval Vessel de EE. UU. el 1 de septiembre de 1975.

## ARA Rosales (D-22)
El USS Stembel fue dado de baja el 27 de mayo de 1957, y trasladado a la Argentina como ARA Rosales (D-22) el 1 de junio de 1962. Esto sucedió bajo los términos del Programa de Asistencia Militar (MPA), donde Estados Unidos cedió a préstamo tres destructores clase Fletcher, denominados por la Armada Argentina ARA Almirante Brown (D-20), ARA Espora (D-21) y ARA Rosales (D-22). El primer capitán de fragata fue Carlos F. Peralta.
Las pruebas de mar se realizan en la Zona del Canal de Panamá en 1962, y formó parte de la Fuerza de Tareas N.º 12, junto a los destructores Almirante Brown y Espora y el portaaviones ARA Independencia (V-1), en Norfolk, Virginia. El 25 de abril de 1962, junto a la Armada de los Estados Unidos, realizó tareas de adiestramiento en aguas del país, para luego llegar a Buenos Aires el 1 de junio. Participando de la Flota de Mar en la Base Naval Puerto Belgrano, ese mismo año participó del operativo UNITAS III.
Como parte del embargo estadounidense a Cuba, se desarrolló la operación «Cuarentena» de la Organización de los Estados Americanos, cuyo fin era imponer un bloqueo naval para impedir la llegada por vía marítima de los elementos para impedir el desarrollo de la instalación de misiles nucleares por parte del personal militar soviético. Las armadas realizaron una operación combinada en la cual participaron los destructores argentinos, Espora y Rosales, llegando el 10 de noviembre a la base naval de Chaguaramas, en la isla de Trinidad, pasando a formar parte de la flota combinada estadounidense-latinoamericana («Task Force 137», TF-137) al mando del contraalmirante John A. Tyree.
En los siguientes años, el Rosales participó de las diferentes ejercitaciones en la que se involucra Argentina:
- Con el capitán de fragata Francisco A. Alemán, participó del Operativo «UNITAS IV», en 1963.
- Con el capitán de fragata Carlos Álvarez, participa del Operativo «UNITAS V», con buques norteamericanos, brasileños y uruguayos, y del Operativo «Mare Nostrum», en conjunto con la Marina Militare, en 1964.
- Con el capitán de fragata Gonzalo D. Bustamante, participó de los Operativos «UNITAS VI»; Sayonara, con unidades de la Fuerza Marítima de Autodefensa; Caio Duilio, con unidades italianas; y el Operativo Delfín, en 1965.
- Con el capitán de fragata Marcos Oliva Day, participó del Operativo Sudatlántico, juntó a la Armada Nacional, en 1966.
- Con el capitán de fragata Jorge A. Fraga, participó de los Operativos Austral 67, con la Marina Real británica, y el Orea, en 1967.
- Con el capitán de fragata Adriano Roccatagliata, participó del Operativo «Achernar», en 1968.
- Con el capitán de fragata Jorge Isaac Anaya, participó del Operativo «Lince» y del Operativo «UNITAS X», juntó a las naves argentinas Almirante Brown, Espora, ARA Santiago del Estero (S-12), ARA Santa Fe (S-11), ARA Comandante General Zapiola (A-2), ARA Chiriguano (A-7) y ARA Punta Médanos (B-18), en 1969.
- Con el capitán de fragata Pedro Sánchez Moreno, participaron del Operativo «UNITAS XI», en 1970.
- Con el capitán de fragata Alberto G. Vigo, participaron del Operativo «UNITAS XII», en 1971.

Desde 1972 a 1981, sus comandantes fueron los capitanes de fragata Chalier, Degano, Valotta, Tatay, Basso, Moray, Palet, Calmón, Baricco, Beis y Santillán.
En 1981 navegó por última vez como parte de la Armada y fue pasado a reserva el 7 de agosto de 1981. El 9 de diciembre de 1981 fue comprado para el desguace al Astilleros Padovani de Campana.

## Su nombre
Es el tercer buque de la Armada con este nombre, que recuerda al capitán de navío Leonardo Rosales, héroe naval de las guerras de la Independencia y del Brasil. Sus antecesores fueron: el bergantín goleta Coronel Rosales (1874) y el torpedero de mar ARA Rosales (1890).